# Trabea (genre)
Pour les articles homonymes, voir Trabea.
Genre
Synonymes
- Trabaeosa Roewer, 1960

Trabea est un genre d'araignées aranéomorphes de la famille des Lycosidae.

## Distribution
Les espèces de ce genre se rencontrent en Afrique, en Europe du Sud et en Turquie.

## Liste des espèces
Selon World Spider Catalog (version 26, 08/04/2025) :
- Trabea bipunctata (Roewer, 1959)
- Trabea cazorla Snazell, 1983
- Trabea henrardi Alderweireldt & Jocqué, 2022
- Trabea heteroculata Strand, 1913
- Trabea hirsuta Russell-Smith & Logunov, 2025
- Trabea natalensis Russell-Smith, 1982
- Trabea nigriceps Purcell, 1903
- Trabea nigristernis Alderweireldt, 1999
- Trabea obscura Russell-Smith & Logunov, 2025
- Trabea ornatipalpis Russell-Smith, 1982
- Trabea paradoxa Simon, 1876
- Trabea purcelli Roewer, 1951
- Trabea rubriceps Lawrence, 1952
- Trabea setula Alderweireldt, 1999
- Trabea unicolor Purcell, 1903
- Trabea varia Purcell, 1903

## Systématique et taxinomie
Ce genre a été décrit par Simon en 1876 dans les Lycosidae.
Trabaeosa a été placé en synonymie par Russell-Smith en 1982.

## Publication originale
- Simon, 1876 : Les arachnides de France. Paris, vol. 3, p. 1-364 (texte intégral).